# Liga Invernal Veracruzana 2014-2015
La Temporada 2014-2015 de la Liga Invernal Veracruzana fue la edición número 10 de la segunda etapa de este circuito. Fue inaugurada el lunes 1 de diciembre de 2014, con un partido entre los Tucanes de Chiapas y los campeones de 2013-2014 los Brujos de Los Tuxtlas, en el Parque Aurelio Ballados en San Andrés Tuxtla, Veracruz.
En esta campaña el equipo de los Brujos de Los Tuxtlas cambiaron su nombre por el de Brujos de San Andrés Tuxtla.
Los Brujos de San Andrés Tuxtla se coronaron campeones por sexta ocasión (4 de manera consecutiva) al derrotar en la Serie Final a los Gallos de Santa Rosa por 4 juegos a 1. El mánager campeón fue Pedro Meré.

## Equipos participantes
| Liga Invernal Veracruzana 2014-2015 |                    |                               |                            |
| Equipo                              | Mánager            | Sede                          | Estadio                    |
| Brujos de San Andrés Tuxtla         | Pedro Meré         | San Andrés Tuxtla, Veracruz   | Aurelio Ballados           |
| Campesinos de Paso de Ovejas        | Vicente Palacios   | Tolomé, Veracruz              | Deportivo Tolomé           |
| Chileros de Xalapa                  | Sharnol Adriana    | Xalapa, Veracruz              | Deportivo Colón            |
| Gallos de Santa Rosa                | Roberto Pérez      | Ciudad Mendoza, Veracruz      | Deportivo Esfuerzo Obrero  |
| Industriales de Coatzacoalcos       | Adelaido Rodríguez | Coatzacoalcos, Veracruz       | "Presidente Miguel Alemán" |
| Queseros de La Cuenca               | Alfonso Jiménez    | Ignacio de la Llave, Veracruz | "José Ángel Chávez"        |
| Tobis de Acayucan                   | Eddie Castro       | Acayucan, Veracruz            | "Luis Díaz Flores"         |
| Tucanes de Chiapas                  | Miguel Solís       | Tuxtla Gutiérrez, Chiapas     | "Panchón Contreras"        |

## Posiciones
- Actualizadas las posiciones al 9 de enero de 2015.

| Liga Invernal Veracruzana | Liga Invernal Veracruzana | Liga Invernal Veracruzana | Liga Invernal Veracruzana | Liga Invernal Veracruzana |
| Equipo                    | JG                        | JP                        | PCT                       | JV                        |
| ------------------------- | ------------------------- | ------------------------- | ------------------------- | ------------------------- |
| La Cuenca                 | 19                        | 13                        | .593                      | -                         |
| Chiapas                   | 18                        | 13                        | .580                      | 0.5                       |
| San Andrés Tuxtla         | 18                        | 14                        | .562                      | 1.0                       |
| Santa Rosa                | 18                        | 14                        | .562                      | 1.0                       |
| Paso de Ovejas            | 16                        | 15                        | .516                      | 2.0                       |
| Acayucan                  | 16                        | 17                        | .484                      | 3.5                       |
| Xalapa                    | 15                        | 18                        | .454                      | 4.5                       |
| Coatzacoalcos             | 7                         | 23                        | .206                      | 11.0                      |

| Clasificado a los playoffs |

## Playoffs
|  | Semifinales | Semifinales       | Semifinales |                   |   | Final      | Final | Final |  |
|  |             |                   |             |                   |   |            |       |       |  |
|  |             |                   |             |                   |   |            |       |       |  |
|  | 4           | Santa Rosa        | 3           |                   |   |            |       |       |  |
|  | 4           | Santa Rosa        | 3           |                   |   |            |       |       |  |
|  | 1           | La Cuenca         | 2           |                   |   |            |       |       |  |
|  | 1           | La Cuenca         | 2           |                   | 4 | Santa Rosa | 1     |       |  |
|  |             |                   |             |                   | 4 | Santa Rosa | 1     |       |  |
|  |             |                   | 3           | San Andrés Tuxtla | 4 |            |       |       |  |
|  | 3           | San Andrés Tuxtla | 3           | San Andrés Tuxtla | 4 | 3          |       |       |  |
|  | 3           | San Andrés Tuxtla |             |                   |   | 3          |       |       |  |
|  | 2           | Chiapas           | 1           |                   |   |            |       |       |  |
|  | 2           | Chiapas           | 1           |                   |   |            |       |       |  |
|  |             |                   |             |                   |   |            |       |       |  |